# ولکه هرالتیتسه
ولکه هرالتیتسه (به چکی: Velké Heraltice) یک منطقهٔ مسکونی در جمهوری چک است که در شهرستان اوپاوا واقع شده‌است.
 ولکه هرالتیتسه  ۱٬۶۵۹ نفر جمعیت دارد.